# Stephen Downes
Pour les articles homonymes, voir Downes.
Stephen Downes est un designer et expert dans les domaines de l'apprentissage en ligne et les nouveaux médias, né le 6 avril 1959 à Montréal.
Downes a vécu et travaillé partout au Canada avant de rejoindre le Conseil national de recherches du Canada en tant que chercheur sénior en novembre 2001. Il est actuellement[Quand ?] basé à l'Institut de technologie de l'information de l'E-Learning Research Group à Moncton en tant qu'expert dans les domaines de l'apprentissage ainsi que des blogs dans l'éducation et de la syndication de contenu. 
Downes fut candidat à la mairie de Brandon en 1995, quand il travaillait au Collège communautaire Assiniboine.
Downes a été le gagnant du concours du meilleur blog individuel en 2005 pour son blog OLDaily. Il est également l'un des éditeurs de l'International Journal of Instructional Technology and Distance Learning (en). Il serait le créateur de l'eLearning 2.0. 

## Connectivisme
Downes a beaucoup écrit sur le connectivisme, une théorie qu'il résume comme "la théorie que l'apprentissage consiste à faire les bonnes connexions". Cette théorie est souvent associée avec George Siemens, mais Downes a largement contribué à l'élaboration de cette théorie. Downes était un conférencier invité à l'édition de février 2007 de l'Online Connectivisme Conference.